# Církevní střední škola pedagogická a sociální Bojkovice
Církevní střední škola pedagogická a sociální Bojkovice připravuje žáky ve 4leté denní formě a 2leté zkrácené dálkové pomaturitní formě vzdělávání ukončené maturitní zkouškou v oboru Předškolní a mimoškolní pedagogika (kód oboru 75-31-M/01).
Vzdělávacím cílem školy je výchova a vzdělávání budoucích pedagogických pracovníků zaměřených na vzdělávání a výchovu dětí předškolního a mladšího školního věku, kteří mají osvojeny potřebné vědomosti, dovednosti a vytvořeny osobnostní vlastnosti důležité pro jejich povolání. Vzdělávací proces vychází z křesťanských principů a hodnot. Zřizovatelem školy je Česká kongregace sester dominikánek. Škola je specifická svou příjemnou atmosférou a bezpečným rodinným prostředím. Žáci denního studia školné neplatí.

## Uplatnění absolventů
Absolventi jsou kvalifikovaní pedagogičtí pracovníci pro práci s dětmi a mládeží. Jsou připraveni vykonávat činnosti spojené s přímým výchovně-vzdělávacím působením na děti a mládež. Uplatní se jako učitelé mateřských škol, jako vychovatelé nebo pedagogové volného času ve školských zařízeních pro zájmové vzdělávání, zejména ve střediscích volného času, školních družinách a školních klubech, ve školských výchovných a ubytovacích zařízeních a jiných zařízeních, ve kterých se pracuje s dětmi a mládeží (výjimkou jsou školská zařízení pro děti se speciálními vzdělávacími potřebami, pro výkon ústavní nebo ochranné výchovy nebo preventivně výchovnou péči, viz § 16(2) zákona č. 563/2004 Sb., o pedagogických pracovnících). Absolventi najdou uplatnění také v neškolských zařízeních, např. sociálních nebo zdravotnických, kde se pro výkon výchovné a vzdělávací činnosti vyžaduje pedagogická způsobilost. Absolventi mohou pokračovat ve studiu na vyšších odborných školách nebo vysokých školách.

## Domov mládeže
Domov mládeže Církevní střední školy pedagogické a sociální Bojkovice je organizační součástí školy. Kapacita domova mládeže je 53 ubytovaných. Provoz domova a denní řád - viz Vnitřní řád domova mládeže. K dispozici jsou: 3x jednolůžkové pokoje; 17x dvoulůžkové pokoje; 4x třílůžkové pokoje; 1x čtyřlůžkový pokoj; studovna, klubovna; 3x čajová kuchyňka; hřiště; zahrada (cca 1ha). Pro ubytované připravujeme snídaně a večeře ve vlastní jídelně, která je součástí domova mládeže. Pro zletilé žáky školy zajišťuje škole ubytování na privátech v Bojkovicích za zřizovatelem dotovanou cenu, která je stejná jako cena za ubytování na domově mládeže. Při poskytování ubytování mají přednost žáci z větší vzdálenosti nebo s horším dopravním spojením.

## Středisko volného času
Středisko volného času je součástí školy a nabízí pro žáky školy bezplatné zájmové, vzdělávací, kulturní, jazykové a sportovní kroužky. Jedná se mimo jiné o Znakový jazyk, Kurz sebeobrany, Výtvarný ateliér, Easy english, Kytara, Varhany, Cvičení na zdravá záda a další.

## Historie
Škola byla zahájila vyučování v roce 1991 pod jménem Dívčí katolická škola Bojkovice, v roce 1996 se přejmenovala na Církevní střední odbornou školu a začala přijímat i chlapce. Současný název má škola od roku 2016, vyjadřuje přesněji obory, v kterých vzdělává své žáky. V roce 1992 bylo zprovozněno školní hřiště a v roce 1996 zahájil činnost školní domov mládeže. Od roku 2016 je škola členem Asociace středních pedagogických škol.